# محمد علي أغجا
محمد علي أغجا (بالتركية:Mehmet Ali Ağca، تلفظ محمت، مواليد 9 يناير، 1958 في تركيا)، مواطن تركي معروف بأنه اغتال عبدي إبكجي رئيس تحرير جريدة ملليت في 1979 وقد كان عضوا في منظمة الذئاب الرمادية وتم القبض علية ولكنه هرب من السجن وذهب الي الفاتيكان لمحاولة اغتيال البابا يوحنا بولس الثاني في 13 مايو، 1981 بإطلاق النار عليه بهدف قتله. قامت الشرطة الإيطالية بالقبض عليه وإحالته على القضاء، حيث حكم عليه بالسجن مدى الحياة. اعتنق المسيحية الكاثوليكية في عام 2007. تقرر إطلاق سراحه في 2010 لظروف صحية.
قام البابا آنذاك بزيارته في زنزانته ومسامحته على ما قام به.

## روابط خارجية
- محمد علي أغجا على موقع IMDb (الإنجليزية)
- محمد علي أغجا على موقع الموسوعة البريطانية (الإنجليزية)
- محمد علي أغجا على موقع إن إن دي بي (الإنجليزية)